# Nossa Senhora da Glória
Nossa Senhora da Glória is een gemeente in de Braziliaanse deelstaat Sergipe. De gemeente telt 30.804 inwoners (schatting 2009).
De gemeente grenst aan Carira, Nossa Senhora Aparecida, São Miguel do Aleixo, Feira Nova, Gararu, Graccho Cardoso en Monte Alegre de Sergipe.